# Cristóbal de Medrano
Cristóbal de Medrano (fl. 1561-1597) fue un compositor y maestro de capilla español.

## Vida
Es poco lo que se conoce de Cristóbal de Medrano. Es posible que naciese en Sevilla y que perteneciese a la familia de músicos Medrano, una serie de músicos activos en el último tercio del siglo XVI en las catedrales de Sevilla, Córdoba y Jaén. Sin embargo, en vez de ingresar como infante de coro en la Catedral de Sevilla, como un nacimiento sevillano podría indicar, parece que ingresó como seise en la Catedral de Jaén, donde el 4 de julio de 1561 aparece documentado un infante de ese nombre.
Probablemente fue músico en la capilla de música privada de Rodrigo de Castro, en ese momento arzobispo metropolitano de Sevilla. Castro era un importante mecenas del Renacimiento español, familia del Conde de Lemos. En 1583 Medrano aparece como organista de la iglesia de Nuestra Señora de la Granada de Llerena.
A mediados de 1585 sucedió a Antonio de Villaroel en el magisterio de la Iglesia de San Juan Bautista de Marchena, en la provincia de Sevilla. Se le contrató con un salario de 12 000 maravedís anuales, ligeramente inferior a Villaroel, que cobraba 15 000. Sin embargo, se le concedió un aumento de 8 000 maravedís en ayuda de costa anual, según mandamiento del provisor Íñigo de Leciñana. Permanecería en el cargo hasta el fin de agosto de 1587.
El magisterio de la Catedral de Badajoz había quedado vacante tras el fallecimiento del maestro Luis de Quiñones en 1587. El cabildo se puso en contacto con Medrano en junio de ese mismo año, culminando las negociaciones entre ambas partes en la toma de posesión del magisterio de Medrano el 6 de diciembre de 1587.  Parece que las relaciones entre Medrano y el cabildo pacense no fueron muy cordiales. Permaneció en el cargo hasta el 22 de noviembre de 1596. Lo sustituiría de forma interina Gil Fernández, hasta la llegada de Esteban de Brito.
En 1612 aparece un Cristóbal de Medrano como organista de la Colegiata de Pastrana, que permaneció allí del 6 de junio de 1612 hasta por lo menos 1619. Se desconoce si se trata de la misma persona.

## Obra
En la Biblioteca Histórica de la Universidad Complutense de Madrid se conserva un manuscrito de 1594 de la misa Missa Voce Mea que contiene un motete. El documento está dedicado al arzobispo Rodrigo de Castro, Rodericus Cardinalis. La misa fue publicada en 1996 por Antonio Baciero y Alfonso Peciña.
En Badajoz dejó la Misa voce mea cum sex vocibus, editada por Antonio Baciero.